# Żelazowa Wola
Żelazowa Wola [ʐɛla'zɔva 'vɔla] és un poble al costat del riu Utrata al Voivodat de Masòvia, a 50 km. de Varsòvia, Polònia. La vila és cèlebre per ser el lloc de naixement de dos famosos músics clàssics: el violinista Henryk Szeryng i sobretot el pianista i compositor Frédéric Chopin. El pintoresc paisatge Mazovià, amb nombroses brises, i envoltat per pujols i turons, així com les cançons folklòriques de Łowicz sentides per Chopin en la seva infantesa li inspirarien a compondre diverses de les seves obres.
Un museu dedicat a Chopin està ubicat en l'annex preservat de la finca principal de la família Chopin, envoltat per un parc. A l'estiu, concerts amb música de Chopin són oferts per músics d'arreu del món.